# Ṭ́
Ṭ́ (minuscule : ṭ́), appelé T accent aigu point souscrit, est une lettre latine utilisée dans la romanisation de l’alphabet kharoshthi.
Il s’agit de la lettre T diacritée d’un accent aigu et d’un point souscrit.

## Représentations informatiques
Le T accent aigu point souscrit peut être représenté avec les caractères Unicode suivants : 
- composé et normalisé NFC (latin étendu additionnel, diacritiques) :

| formes    | représentations | chaînes de caractères | points de code | descriptions                                                     |
| --------- | --------------- | --------------------- | -------------- | ---------------------------------------------------------------- |
| majuscule | Ṭ́               | Ṭ◌́                    | U+1E6C U+0301  | lettre majuscule latine t point souscrit diacritique accent aigu |
| minuscule | ṭ́               | ṭ◌́                    | U+1E6D U+0301  | lettre minuscule latine t point souscrit diacritique accent aigu |

- décomposé et normalisé NFD (latin de base, diacritiques) :

| formes    | représentations | chaînes de caractères | points de code       | descriptions                                                                 |
| --------- | --------------- | --------------------- | -------------------- | ---------------------------------------------------------------------------- |
| majuscule | Ṭ́               | T◌̣◌́                   | U+0054 U+0323 U+0301 | lettre majuscule latine t diacritique point souscrit diacritique accent aigu |
| minuscule | ṭ́               | t◌̣◌́                   | U+0074 U+0323 U+0301 | lettre minuscule latine t diacritique point souscrit diacritique accent aigu |